# Verkkosaari (ö i Norra Savolax, Varkaus, lat 62,61, long 28,10)
Verkkosaari är en ö i Finland. Den ligger i sjön Kämärä och i kommunen Leppävirta i den ekonomiska regionen  Varkaus ekonomiska region  och landskapet Norra Savolax, i den centrala delen av landet, 300 km nordost om huvudstaden Helsingfors. Öns area är 0,3 hektar och dess största längd är 80 meter i öst-västlig riktning.